# Bataille de Warns

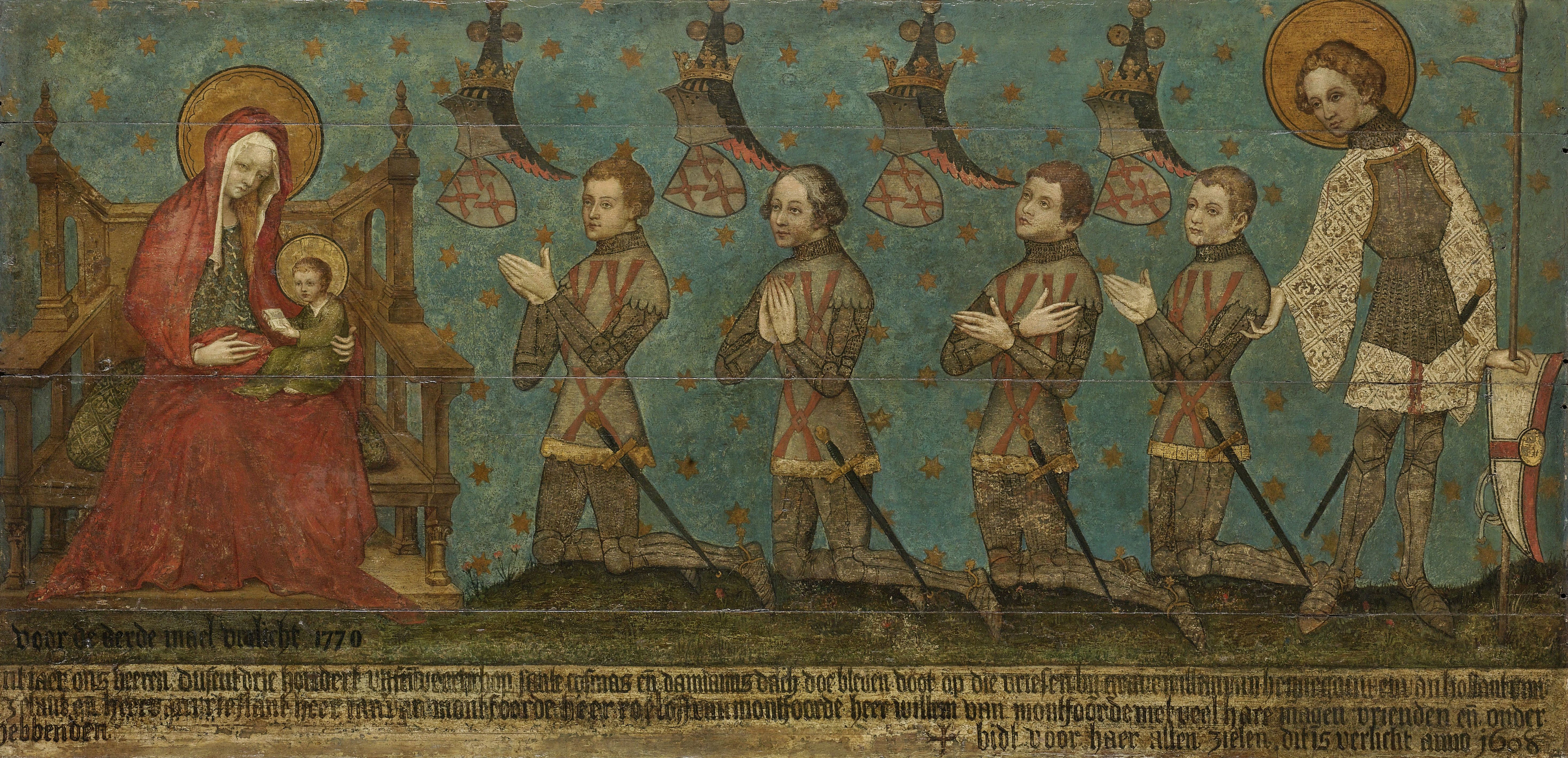
Table commémorative du Heren van Montfoort, vers 1380. Entre Marie à l'enfant et Saint Georges les quatre sires de Montfoort. De gauche à droite, Jan I van Montfoort, son grand-oncle Roelof de Rover, son oncle Willem de Rover et Hendrik de Rover Roelofsz. Les trois premiers sont morts lors de la bataille de Warns. C'est le tableau le plus ancien des Pays-Bas.

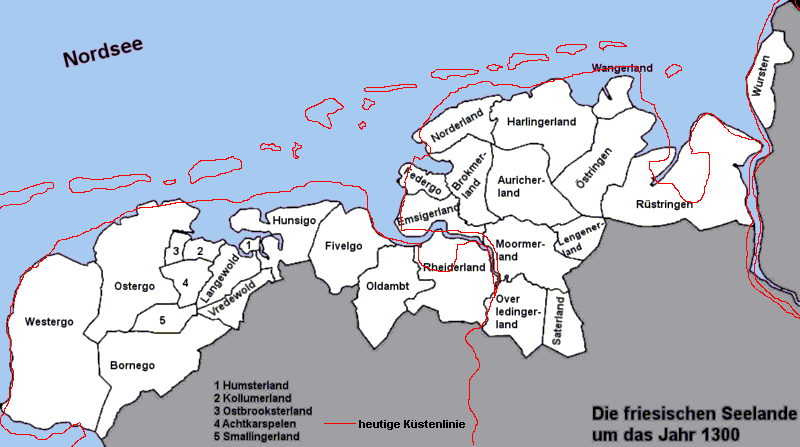
La Frise vers 1300

La bataille de Warns fut une bataille entre le comte Guillaume IV de Hollande et les Frisons le 26 septembre 1345, qui se solda par une victoire éclatante pour les Frisons. La commémoration annuelle de la bataille est importante pour une partie des Frisons. Le terme de bataille de Stavoren, est parfois utilisé, et est plus correct, puisque Warns n'est pas mentionné dans les sources historiques . 

## Contexte
Au sein du Saint-Empire romain germanique, les régions frisonnes connaissent à partir du XIIe siècle une absence de féodalité et de servage, appelée la liberté frisonne. Celle-ci était particulièrement développée à l'est du fleuve Lauwers, dans l'actuelle province de Frise. Les comtes de Hollande cherchent plus de pouvoir, et revendiquent la mise en place d'une fiscalité et d'un pouvoir judiciaire en Frise. 
Seule la ville de Stavoren lui était fidèle. Lorsque les plans d'invasion deviennent évidents, les Frisons décident de s'emparer de la ville le 11 juin, probablement afin d'éviter qu'elle serve de tête de pont.
Guillaume IV rassemble alors une armée. Une force de 85 000 hommes est parfois avancée par les conteurs, mais les estimations modernes donnent une estimation de 12 000 à 15 000 hommes. La flotte traverse l'Ijsselmeer le 25 septembre, mais est séparée par le mauvais temps et arrive en ordre dispersé sur les côtes frisonnes.

## Attaque
Les Hollandais, dont l'oncle de Guillaume, le seigneur Jan van Beaumont, quittent Enkhuizen avec une flotte, traversent le Zuiderzee et débarquent à Stavoren et à Laaxum . Ils voulaient s'emparer du monastère St. Odulphus près de Stavoren et l'utiliser comme une forteresse. Les chevaliers hollandais portaient une armure, mais n'avaient pas de chevaux, car les navires étaient déjà chargés de travailleurs, de matériaux de construction et de fournitures. Les troupes du comte Guilaume brûlent Laaxum et Warns abandonnées puis se dirigent vers Stavoren. Près de Warns, ils sont attaqués par les habitants. En raison de leurs lourdes armures, ils ne sont pas en mesure de rivaliser avec les fermiers et les pêcheurs en colère. Ils s'enfuient vers Roode Klif, un terrain marécageux près d'une falaise, où ils subissent une lourde défaite. Le comte Guillaume est tué pendant la bataille. Lorsque les troupes du seigneur de Beaumont stationnées à Stavoren apprennent cela, elles se réfugient à bord des navires, poursuivies par les Frisons, et seul une faible part des troupes initiales rentre à Amsterdam.

## Après la bataille
La victoire frisonne a permis aux Frisons de conserver leur indépendance pendant encore 150 ans. Après la bataille de Warns, les conflits entre les Schieringers et les Vetkopers conduisirent à une guerre civile entre Vlie et Weser. Celle-ci atteint son apogée dans la Grande Guerre de Frise (1413-1422). 
L'empereur Maximilien Ier du Saint-Empire romain germanique nomme en 1498 Albert III de Saxe gouverneur ( potestaat (nl)) de la Frise entre Vlie et Ems, ce qui met fin à l'ère de la liberté frisonne dans cette région. 

### Commémoration
La bataille de Warns est commémorée chaque année le 26 septembre jusqu'en 1500, puis est tombée en désuétude. Depuis 1945, la commémoration a de nouveau lieu le dernier samedi de septembre. En 1951, un monument a été érigé sur le Roode Klif, près de Warns : un bloc erratique de Tijnje portant le texte leaver dea as slaef (plutôt mort qu'esclave en frison). La route de Warns à Scharl est encore appelée par les locaux le ferkearde wei (le chemin dans le mauvais sens), car c'est celui choisi par les chevaliers hollandais, qui a conduit à leur défaite. 

### Littérature
La bataille de Warns fut la source d'inspiration du roman historique de Jacob van Lennep, La rose de Dekama.

### Héraldique
L'Armorial de Gelre contient une liste de quatorze des chevaliers tombés durant la bataille accompagnés de leurs blasons.